# Czartoria (województwo lubelskie)
Czartoria – wieś w Polsce położona w województwie lubelskim, w powiecie zamojskim, w gminie Miączyn.
| SIMC    | Nazwa            | Rodzaj  |
| ------- | ---------------- | ------- |
| 0894500 | Świdniki-Kolonia | kolonia |

W latach 1975–1998 miejscowość administracyjnie należała do województwa zamojskiego.
Wieś jest sołectwem w gminie Miączyn. Według Narodowego Spisu Powszechnego z roku 2011 wieś liczyła 80 mieszkańców.
Wierni Kościoła rzymskokatolickiego należą do parafii Matki Bożej Królowej Polski w Świdnikach.